# Zwartkopeikenmineermot
De zwartkopeikenmineermot (Stigmella atricapitella) is een vlinder uit de familie van de dwergmineermotten (Nepticulidae). De wetenschappelijke naam werd gepubliceerd in 1828 door Haworth.
De soort komt voor in Europa.